# Dominus Flevit
Dominus Flevit (do latim: "o Senhor chorou") é uma capela franciscana israelense, localizada no Monte das Oliveiras, em Jerusalém.

## História

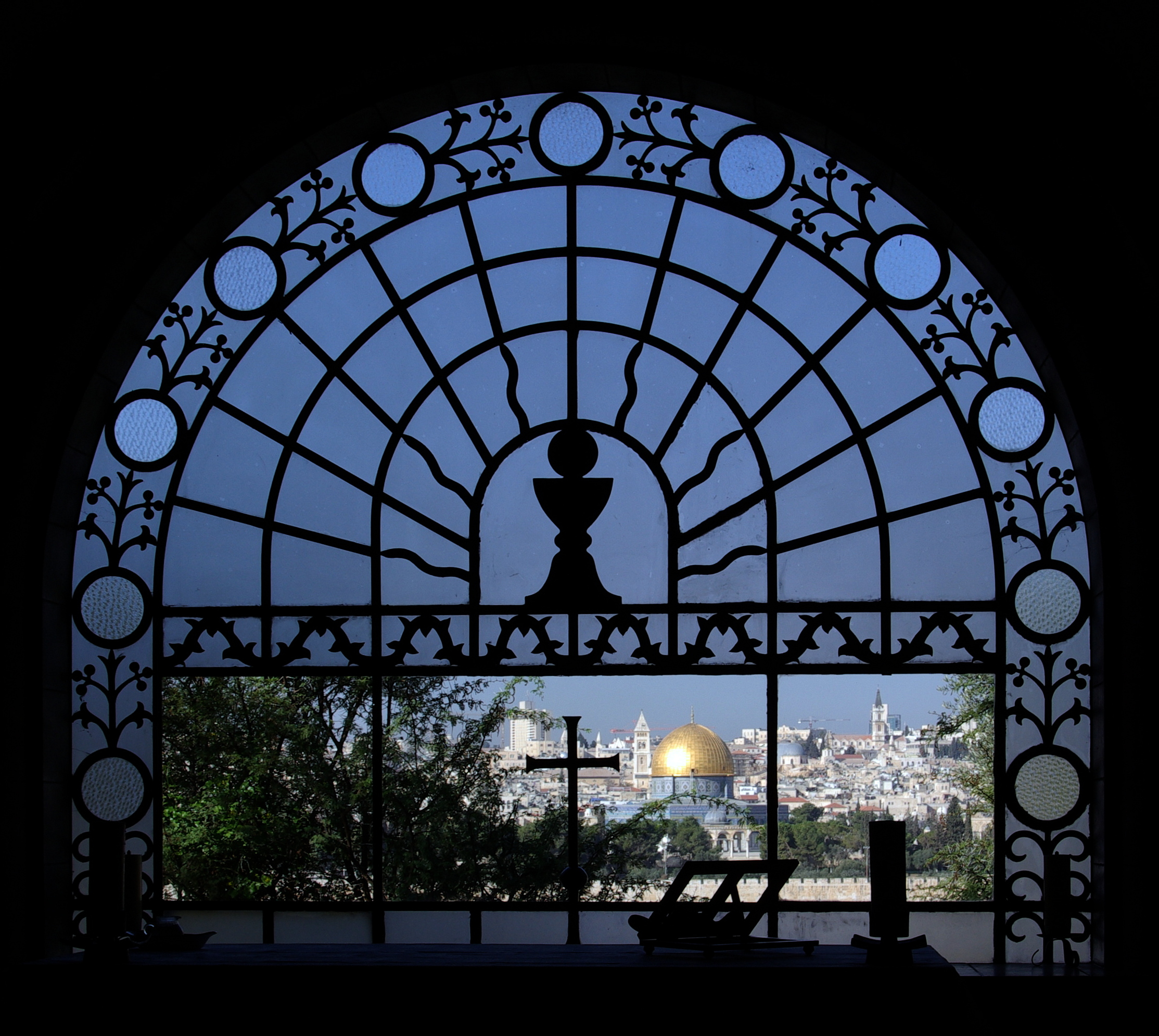
Cúpula da Rocha vista através do Dominus Flevit, em Jerusalém.

Dominus Flevit, traduzido do latim como "O Senhor chorou", foi construído em forma de gota de lágrima para representar as lágrimas de Jesus Cristo. De acordo com os Evangelhos, Jesus chorou emocionado, após predizer a futura destruição de Jerusalém e consequente diáspora, enquanto caminhava pela cidade.
O templo é um dos mais recentes em Jerusalém. Durante sua construção, arqueologistas descobriram artefatos datados do período cananeu, assim como tumbas do período relativo ao Segundo Templo e à era bizantina.

## Construção
Antonio Barluzzi foi o responsável pelo desenho arquitetônico, que ocorreu entre 1953 e 1955, num local adquirido por franciscanos em 1881.